# NGC 2264
NGC 2264 (také známá jako hvězdokupa Vánoční stromeček) je jasná otevřená hvězdokupa vzdálená 2 180 světelných let v souhvězdí Jednorožce o hodnotě magnitudy 3,9. Objevil ji britský astronom William Herschel 18. ledna 1784.
Hvězdokupu obklopuje soustava difúzních mlhovin, jejíž součástí je Kuželová mlhovina, kterou Herschel objevil 26. prosince 1785.

## Pozorování

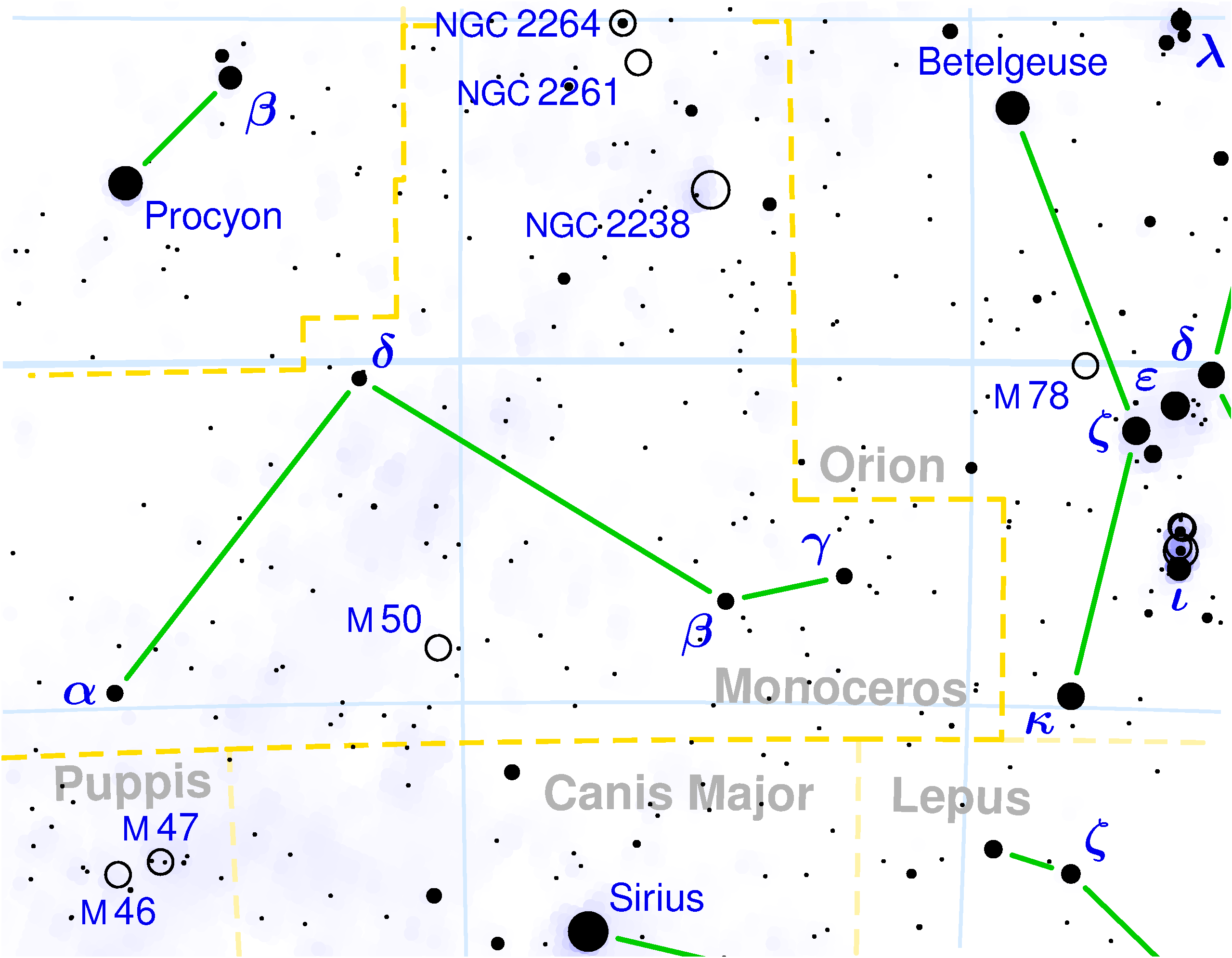
Poloha NGC 2264 v souhvězdí Jednorožce

Na obloze se nachází v severní části souhvězdí u hranice se souhvězdím Blíženců, 6,5° jižně od hvězdy Alhena (γ Gem) s magnitudou 1,9 a přímo součástí hvězdokupy je pouhým okem viditelná hvězda S Monocerotis (15 Mon) s magnitudou 4,7. 1° jihozápadně se nachází mlhovina NGC 2261. 
Prvním rysem, který pozorovatele zaujme při prohlížení této části oblohy triedrem, je samotná hvězdokupa tvořená přibližně dvaceti modrými hvězdami, kterým vévodí S Monocerotis. Rozsah magnitud těchto hvězd je od 5 do 9 a tyto hvězdy tvoří trojúhelník, jehož ostrý vrchol míří na jih, takže při pozorování na jižní polokouli, kde tento vrchol míří nahoru, vypadá jako vánoční stromeček.
Při pozorování větším dalekohledem je možné při použití mlhovinového filtru spatřit na tomto vrcholu mlhovinu, na jejímž okraji je temná mlhovina ve tvaru kužele, jejíž vrchol je namířen proti vrcholu Vánočního stromečku. Díky tomuto vzhledu se nazývá Kuželová mlhovina. Severozápadně od hvězdokupy se rozprostírá další rozlehlá a slabší mlhovina, která je dobře viditelná na fotografiích s dlouhou expozicí.